# Eindeloze ontdekkingen
Eindeloze ontdekkingen (ミームいろいろ夢の旅, Miimu Iro Iro Yume no Tabi, ook bekend als Mimu, the Traveller of Many Dreams en Discoveries Unlimited) is een Japanse animeserie voor televisie gemaakt door Nippon Animation.
De serie werd in Nederland uitgezonden door de TROS van januari 1994 tot december 1997, als onderdeel van Wonderland. De afleveringen gaan voornamelijk over wetenschappelijke ontdekkingen en uitvindingen.

## Opmerkelijke personen gepresenteerd in de serie
- Albert Einstein
- Alexander Fleming
- Alexander Graham Bell
- Alfred Wegener
- Charles Darwin
- Galileo Galilei
- Georg Stephenson
- Isaac Newton
- James Watt
- Jean-Henri Fabre
- Jean-François Champollion
- Johannes Kepler
- Louis Pasteur
- Nicéphore Niépce
- Thomas Edison
- Gebroeders Wright